# Provodínská pahorkatina
Provodínská pahorkatina je geomorfologický okrsek v severní části Dokeské pahorkatiny. Území v protaženém tvaru (převážně směr SZ–JV) se rozkládá mezi obcemi Stvolínky, Zahrádky, Sosnová, Provodín, vsí Hradčany a městem Doksy v okrese Česká Lípa, v Libereckém kraji.

## Charakter území

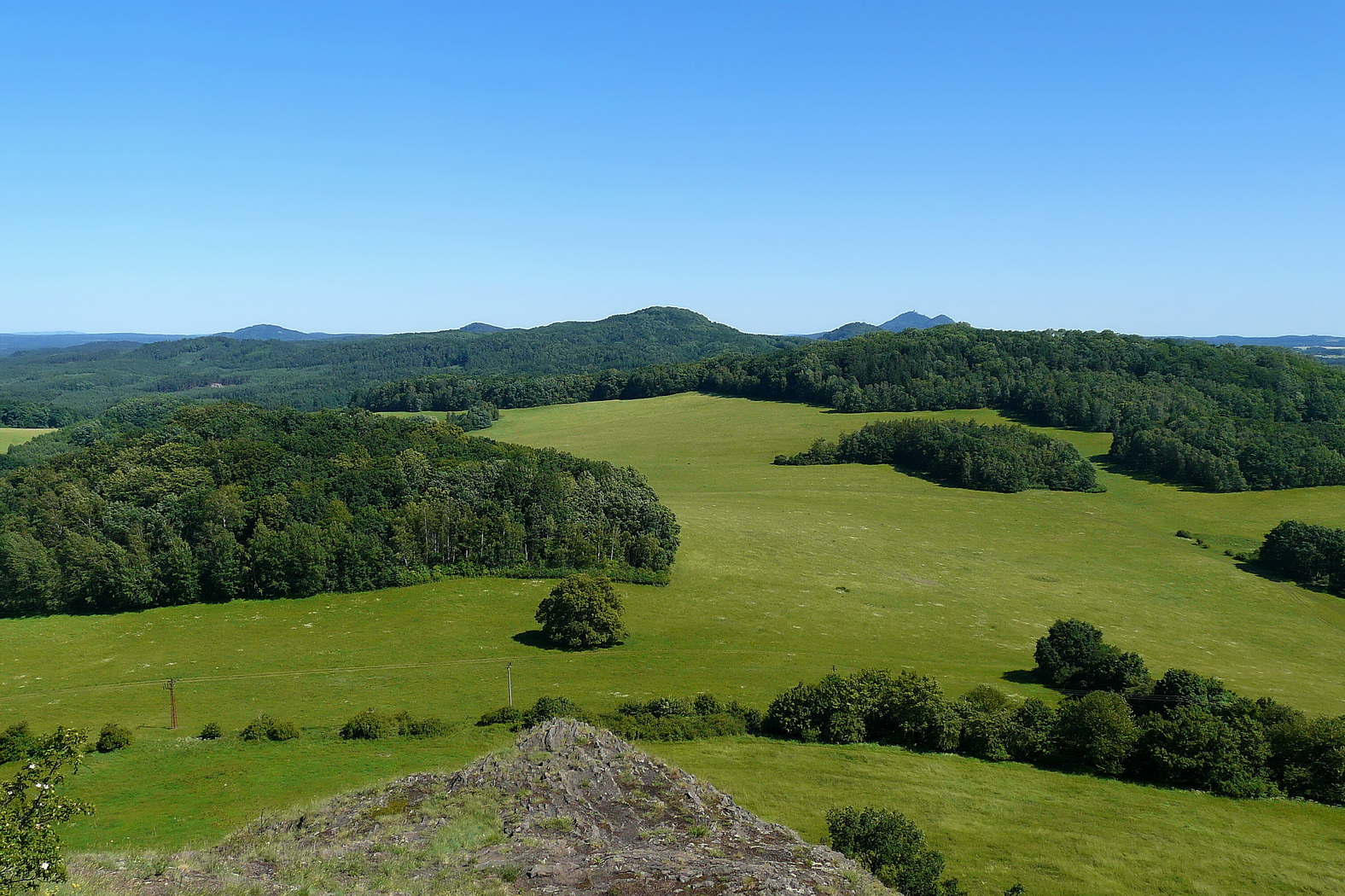
Provodínská pahorkatina ze Spící panny

Je to členitá pahorkatina složená převážně ze středoturonských až svrchnoturonských, popř. coniackých (na západě) křemenných pískovců, s proniky třetihorních vulkanitů. Vytváří práh mezi Jestřebskou kotlinou na jihozápadě a Českolipskou kotlinou na severovýchodě. Na severozápadě též sousedí s Českým středohořím. V jihovýchodní části je pahorkatina téměř souvisle, jinde převážně až středně zalesněná. Na JV je významný podíl bučin a smíšených porostů s bukem, jinde převažují borové porosty, smrčiny a smíšené porosty, mimo lesy převažují pole. V okolí Provodína jsou rozsáhlé pískovny na sklářské a slévárenské písky.

## Geomorfologické členění
Okrsek Provodínská pahorkatina náleží do celku Ralská pahorkatina a podcelku Dokeská pahorkatina.

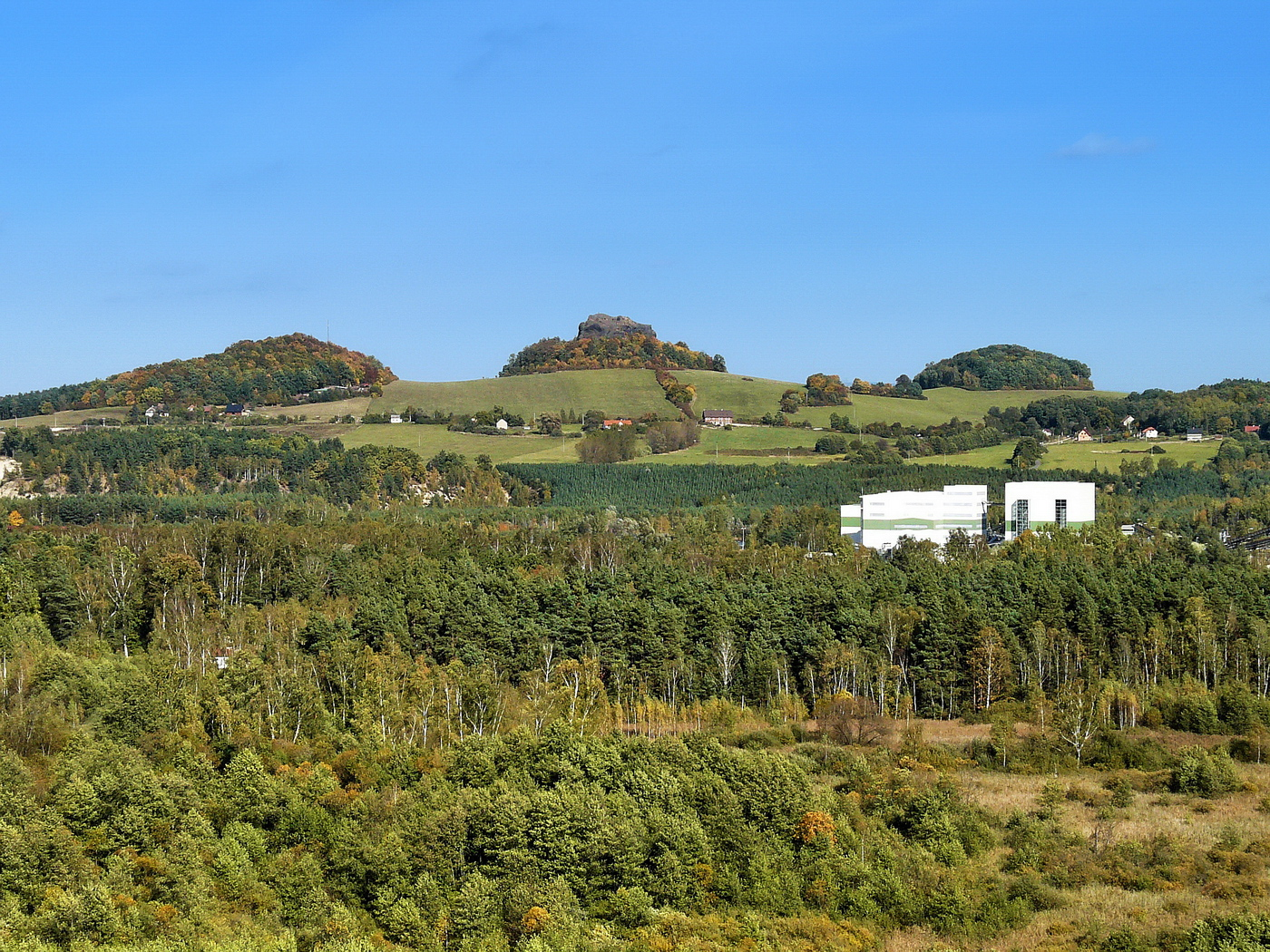
Provodínské kameny z hradu Jestřebí

### Podřazené jednotky
Provodínská pahorkatina se dále člení na tři podokrsky:
- Hradčanská pahorkatina – leží na východě okrsku; vysoko položená plošina s ojedinělými vulkanickými suky a s hustou sítí kaňonovitých a neckovitých údolí bez stálých vodních toků, s pískovcovými stěnami a destruovanou severní částí (Hradčanské stěny); leží zde dva nejvyšší vrcholy celého okrsku: Dub (458 m) a Pecopala (453 m)[3] – součást NPR Břehyně - Pecopala.
- Provodínské kameny – tvoří centrální část okrsku; je to skupina sedmi výrazných neovulkanických vrcholů ležících v linii severně od obce Provodín; nejvyšším vrcholem je Spící panna, chráněná jako PP Provodínské kameny.
- Zahrádecká pahorkatina – leží na západě okrsku; sestává z nízkých plošin, četných pískovcových hřbítků a svědeckých skalek; je zde kaňon Robečského potoka (NPP Peklo) i PP Kaňon potoka Kolné[4]; nejvyšší vrchol je Skleněný vrch (356 m).[2]

## Nejvyšší kopce Provodínské pahorkatiny
- Dub 458 m, Hradčanská pahorkatina
- Pecopala 453 m, Hradčnská pahorkatina
- Spící panna 419 m, Provodínské kameny
- Dlouhý vrch 402 m, Provodínské kameny
- Michlův vrch 387 m, Provodínské kameny
- Kraví hora 378 m, Provodínské kameny
- Skleněný vrch 356 m, Zahrádecká pahorkatina
- Puchavec 341 m, Provodínské kameny
- Pitrův vrch 333 m, Provodínské kameny